# Human Powered Health (femenino)
El Human Powered Health (código UCI: HPW) es un equipo ciclista femenino de los Estados Unidos de categoría UCI Women's Team, máxima categoría femenina del ciclismo en ruta a nivel mundial.

## Material ciclista
El equipo utiliza bicicletas Diamondback y componentes SRAM.

## Clasificaciones UCI
Las clasificaciones del equipo y de su ciclista más destacado son las siguientes:
| Temporada | Clasificación por equipos | Mejor corredor  | Posición |
| 2016      | 30.º                      | Heather Fischer | 115.º    |
| 2017      | 26.º                      | Kirsti Lay      | 74.º     |

## Palmarés
Para años anteriores véase: Palmarés del Human Powered Health.

### Palmarés 2025

#### UCI WorldTour Femenino
| Fechas | Carreras | Ganadora |

#### UCI ProSeries
| Fechas | Carreras | Ganadora |

#### Calendario UCI Femenino
| Fechas      | Carreras                 | Ganadora        |
| 27 de enero | Trofeo Binisalem-Andrach | Thalita de Jong |

#### Campeonatos nacionales
| Fechas      | Carreras                      | Ganadora              |
| 29 de junio | Campeonato de Austria en Ruta | Kathrin Schweinberger |

#### Campeonatos continentales
| Fechas      | Carreras                                   | Ganadora     |
| 23 de abril | Campeonato Panamericano Contrarreloj (CRI) | Ruth Edwards |

## Plantillas
Para años anteriores, véase Plantillas del Human Powered Health

### Plantilla 2025
| Integrantes del equipo 2025 | Integrantes del equipo 2025 | Integrantes del equipo 2025                 | Integrantes del equipo 2025 |
| Corredor                    | Fecha de nacimiento         | Equipo previo                               |                             |
| --------------------------- | --------------------------- | ------------------------------------------- | --------------------------- |
| Yurani Blanco Calbet        | 3 de febrero de 1998        | Laboral Kutxa-Fundación Euskadi (2024)      |                             |
| Giada Borghesi              | 27 de noviembre de 2002     | BTC City Ljubljana Zhiraf Ambedo (2024)     |                             |
| Carlotta Cipressi           | 11 de junio de 2003         | UAE Development Team (2024)                 |                             |
| Maggie Coles-Lyster         | 12 de febrero de 1999       | Roland (2024)                               |                             |
| Thalita De Jong             | 6 de noviembre de 1993      | Lotto Dstny Ladies (2024)                   |                             |
| Ruth Winder                 | 9 de julio de 1993          | Trek-Segafredo (2021)                       |                             |
| Maëlle Grossetête           | 10 de abril de 1998         | FDJ-Suez (2023)                             |                             |
| Romy Kasper                 | 5 de mayo de 1988           | AG Insurance-Soudal Quick-Step (2023)       |                             |
| Barbara Malcotti            | 19 de febrero de 2000       | Valcar-Travel & Service (2021)              |                             |
| Mona Mitterwallner          | 9 de enero de 2002          |                                             |                             |
| Daria Pikulik               | 6 de enero de 1997          | Atom Deweloper-Posciellux.pl-Wrocław (2022) |                             |
| Wiktoria Pikulik            | 15 de junio de 1998         | MAT Atom Deweloper Wrocław (2023)           |                             |
| Marit Raaijmakers           | 2 de junio de 1999          | Parkhotel Valkenburg (2021)                 |                             |
| Katia Ragusa                | 19 de mayo de 1997          | Liv Racing TeqFind (2023)                   |                             |
| Kathrin Schweinberger       | 29 de octubre de 1996       | Ceratizit-WNT Pro Cycling (2024)            |                             |
| Lily Williams               | 24 de junio de 1994         | Hagens Berman-Supermint (2019)              |                             |
| Silvia Zanardi              | 3 de marzo de 2000          | Bepink (2023)                               |                             |
|                             |                             |                                             |                             |
| Fuente: ProCyclingStats     |                             |                                             |                             |